# Conquista (Hiszpania)
Conquista – gmina w Hiszpanii, w prowincji Kordoba, w Andaluzji, o powierzchni 38,55 km². W 2011 roku gmina liczyła 461 mieszkańców.